# Thomas Popiesch
Thomas Popiesch (* 21. Juli 1965 in Ost-Berlin, DDR) ist ein ehemaliger deutscher Eishockeyspieler und derzeitiger -trainer, der seit Sommer 2024 als Trainer bei den Krefeld Pinguinen in der DEL2 angestellt ist. Von 2016 bis 2024 war er in gleicher Funktion bei den Fischtown Pinguins Bremerhaven in der Deutschen Eishockey Liga (DEL) tätig, mit denen er im Jahr 2024 die Vizemeisterschaft errang.

## Karriere als Spieler
Popiesch startete seine Karriere in der Jugend des SC Dynamo Berlin. 1982 wollte er als 17-Jähriger über die Tschechoslowakei in die Bundesrepublik Deutschland flüchten. Der Fluchtversuch misslang und Popiesch wurde nach Untersuchungshaft in Berlin-Hohenschönhausen zu einer Haftstrafe von vier Jahren im Stasi-Gefängnis Bautzen verurteilt. Ein Versuch seiner Eltern, ihren Sohn über Verwandte in Düsseldorf freizukaufen, schlug fehl, weil er als Spitzensportler ausgebildet war. Nachdem er seine Haftstrafe abgesessen hatte, spielte er nur noch Eishockey für die Freizeitmannschaft von Spartakus Berlin. Bei der DDR-Bestenermittlung 1988 wurde er mit 18 Toren aus drei Spielen Topscorer des Turniers. Finanziell hielt er sich mit Autoreparaturen und Schmuckverkauf über Wasser.
1989 flüchtete er, wie viele andere seiner Landsleute auch, über die mittlerweile geöffnete ungarische Grenze in die Bundesrepublik Deutschland. Dort trainierte er sich selber nach den alten Trainingsplänen aus seiner Zeit bei Dynamo Berlin und erhielt bald einen ersten Vertrag im professionellen Eishockey. Stationen seiner Spielerkarriere waren der EV Duisburg, der EHC Essen West, die Nürnberg Ice Tigers, die Krefeld Pinguine sowie die Frankfurt Lions. Nach der Spielzeit 2005/06 beendete er seine aktive Karriere bei den Moskitos Essen.

## Karriere als Trainer
Die Lausitzer Füchse in der 2. Bundesliga waren nach einem kurzen „Gastspiel“ beim EC Ratingen die zweite Trainerstation für Thomas Popiesch. In den Playdown-Spielen gegen den sächsischen Rivalen Dresdner Eislöwen konnten sich die Ostsachsen in der Best-of-Seven-Serie mit 4:2 durchsetzen und so die Klasse halten. In der Saison 2008/09 gelang ihm sein bisher größter Erfolg: Mit den Füchsen stieß er überraschend bis in Playoff-Halbfinale vor. Im Viertelfinale wurden zunächst die Heilbronner Falken besiegt, während sein Team die Serie gegen den späteren Meister SC Bietigheim-Bissingen verlor.
Im April 2009 gab Thomas Popiesch seinen Rücktritt bei den Lausitzern bekannt und nahm ein Angebot der Dresdner Eislöwen an. Der Entschluss fiel vor allem deshalb, weil Popiesch in Dresden eine bessere Perspektive sah. An Silvester 2015 wurde er, trotz eines noch bis 2017 laufenden Vertrages, wegen anhaltender Erfolglosigkeit beurlaubt, zudem soll es teamintern starke Differenzen gegeben haben. Popiesch spielte in seiner mehr als siebenjährigen Trainertätigkeit mit der oft in schwieriger finanzieller Situation stehenden Betriebsgesellschaft immer in der jeweils zweithöchsten deutschen Spielklasse. Die erfolgreichste Spielzeit war die Saison 2010/11, in welcher er mit den Eislöwen den 6. Platz in der Hauptrunde erreichte und bis in das Play-off-Halbfinale kam.
Im Januar 2016 übernahm er von Benoît Doucet das Traineramt bei den in Bremerhaven ansässigen Fischtown Pinguins, welche ebenfalls in der DEL2 aktiv waren. Zur Saison 2016/17 erhielten die Bremerhavener eine Lizenz für die Deutsche Eishockey Liga, Popiesch wirkte somit zum ersten Mal in seiner Karriere als Cheftrainer eines DEL-Vertreters. Zusammen mit Manager Alfred Prey etablierte er die Fischtown Pinguins in der Liga. In der Saison 2023/24 wurde die Mannschaft Hauptrundenerster und schließlich nach einer 1:4-Finalniederlage gegen die Eisbären Berlin DEL-Vizemeister.
Nach diesen erfolgreichen Jahren entschied Popiesch sich neu auszurichten und bei den Krefeld Pinguinen in der DEL2 die Verantwortung hinter der Bande zu übernehmen. Ende Dezember 2024 gaben er und der Verein bekannt, dass der Vertrag vorzeitig bis 2030 verlängert wurde.

## Erfolge und Auszeichnungen
- 2018 DEL-Trainer des Jahres
- 2021 DEL-Trainer des Jahres
- 2023 Trainer des Jahres (Auszeichnung des Landessportbunds Bremen)[9]